# Acephala applanata
Acephala applanata är en svampart som beskrevs av Grünig & T.N. Sieber 2005. Acephala applanata ingår i släktet Acephala och familjen Vibrisseaceae.   Inga underarter finns listade i Catalogue of Life.